# Tiburnia
Tiburnia era una ciudad romana ubicada en Carintia, Austria. En la antigüedad también era una arquidiócesis que actualmente persiste como una sede titular de la Iglesia católica.

## Historia
Tiburnia fue una localidad fundada por los romanos en un territorio que en la actualidad pertenece al sur de Austria. Fue abandonada en el siglo VI y sus ruinas fueron descubiertas por arqueólogos recién en el año 1984. Sin embargo, la Iglesia conservó el nombre de la localidad como sede titular de una arquidiócesis y nombró arzobispos titulares aún previamente a su redescubrimiento.

## Arzobispos titulares
- Emilio Benavent Escuín, 26/08/1968 – 03/02/1974
- Donato Squicciarini, 31/08/1978 – 05/03/2006
- Víctor René Rodríguez Gómez, 13/06/2006 – 25/10/2012
- Víctor Manuel Fernández, 13/05/2013 – 02/06/2018
- José Manuel Garza Madero, 17/10/2020 – 17/10/2021
- Andrés Gabriel Ferrada Moreira (chileno), 17/10/2021 – al presente